# Pyramica dubia
Pyramica dubia är en myrart som först beskrevs av Brown 1953.  Pyramica dubia ingår i släktet Pyramica och familjen myror. Inga underarter finns listade i Catalogue of Life.